# Mattilsynet
Das Mattilsynet (deutsch: Ernährungsaufsicht) ist die norwegische Lebensmittelaufsichtsbehörde. Ihre Aufgabe ist es, sichere Lebensmittel und sicheres Trinkwasser zu gewährleisten. Des Weiteren hat sie die Verantwortung über die Pflanzen- und Tiergesundheit. Die Behörde ist dem Landwirtschafts- und Ernährungsministerium nachgeordnet, ihre Abteilungen sind aber insgesamt gegenüber drei Ministerien verpflichtet, Auskünfte zu erteilen: Dem Landwirtschafts- und Ernährungsministerium, dem Wirtschafts- und Fischereiministerium sowie dem Gesundheits- und Fürsorgeministerium.

## Geschichte
Das Mattilsynet wurde 2003 mit dem Ziel, eine einheitliche Verwaltung der Ernährungsproduktion zu erhalten, gegründet. Im Jahr 2004 übernahm es die Aufgaben der früheren Landwirtschaftsaussicht (Statens landbrukstilsyn), der Tiergesundheitsaufsicht (States dyrehelsetilsyn), der Lebensmittelaufsicht (Statens næringsmiddeltilsyn), der Fischereibehörde Fiskeridirektoratet und den kommunalen Lebensmittelaufsichten.
Im Jahr 2015 wurde die Behörde umorganisiert und es wurde ein Hauptbüro und fünf Regionalniederlassungen gebildet. Die lokalen Niederlassungen bekamen die Aufsichtsaufgaben übertragen, während der Hauptsitz für die Koordination sowie für Beschwerden zuständig ist.
Nach Recherchen des norwegischen Rundfunks Norsk rikskringkasting (NRK), die aufdeckten, dass eine Begutachtung einer Pelzfarm durch das Mattilsynet nicht korrekt ausgeführt worden war, kam es zu einer genaueren Untersuchung der Behörde. Dabei wurden Schwächen in der Regelkenntnis, der Organisation und der Kommunikation festgestellt. Der damalige Verwaltungschef, Harald Gjein, trat aufgrund der Recherchen von seinem Posten zurück.

## Organisation
Das Mattilsynet besteht aus dem Hauptsitz in Oslo und fünf Regionalbüros. Im Auftrag des Mattilysnets erstellt das Vitenskapskomiteen for mattrygghet (kurz VKM; deutsch: Wissenschaftskomitee für Lebensmittelsicherheit) wissenschaftliche Analysen für Lebensmittelsicherheit, Tier- und Pflanzengesundheit und Kosmetik. Das VKM ist der offizielle Kontaktpunkt zur Europäischen Behörde für Lebensmittelsicherheit (EFSA).